# زهرة الدم الأمارلسية
زهرة الدم الأمارلسية (الاسم العلمي: Haemanthus amarylloides) هي نوع من النباتات تتبع جنس زهرة الدم من فصيلة النرجسية.